# 張銘 (乾隆舉人)
張銘（?—?），字新盤，號警堂，南城人，清朝政治人物。

## 生平
乾隆二十四年己卯科舉人出身。于1786年接替杨寿楠任苏松道道员一职，1786年由杨寿楠接任。